# Ládozhskaya
Ládozhskaya (del ruso: Ла́дожская) es una stanitsa del raión de Ust-Labinsk del krai de Krasnodar, en Rusia. Está situada en la orilla derecha del río Kubán, 21 km al nordeste de Ust-Labinsk y 77 km al nordeste de Krasnodar, la capital del krai. Tenía 14 828 habitantes en 2010.
Es cabeza del municipio Ládozhskoye, al que pertenece asimismo Potayenni.

## Historia
La localidad fue fundada en 1802 por cosacos de Yekaterinoslav que fueron integrados en los cosacos de la línea del Cáucaso. En 1804 se establecieron también cosacos del Don. El nombre de la localidad proviene del nombre del regimiento Ládoga de estos últimos, trasladado de San Petersburgo a proteger los límites meridionales del Imperio ruso.

## Cultura y lugares de interés
En los alrededores de la localidad se han hallado yacuimientos arqueológicos de dos ciudadelas que se remontan al periodo entre los siglos siglo III y los primeros de nuestra era, varios conjuntos de kurganes y sepulcros (en arqueología son conocidos como el grupo de Ládozhskaya).
En la localidad se halla uno de los mejores museos etnográficos del krai, la iglesia Sviato Uspenskoye (2005).
En la región se práctica el parapente.

## Economía y transporte
La principal actividad económica es el sector agrícola. En la localidad se halla el mayor criadero de visones del krai. Existe asimismo una fábrica de licores así como una fábrica de instrumentos calibrados y elevadores.
La stanitsa cuenta con una estación (Ládozhskaya) en la línea de ferrocarril entre Krasnodar y Kropotkin. Se encuentra asimismo en la carretera Ust-Labinsk-Kropotkin.

## Personalidades
- Georgi Ansimov (n. 1922), director de teatro musical ruso y soviético.